# Entoloma hochstetteri
Entoloma hochstetteri, también conocida como seta azul, seta azul cielo o nombres similares, es una especie de seta originaria de Nueva Zelanda. El pequeño hongo es de un color azul característico, mientras que las láminas tienen un ligero tinte rojizo debido a las esporas. La coloración azul del cuerpo frutal se debe a tres pigmentos azulenos. Se desconoce si Entoloma hochstetteri es venenosa o no.
El nombre maorí del hongo es werewere-kokako, porque su color es similar al azul del pájaro kōkako.
Esta especie es uno de los seis hongos autóctonos que aparecen en una serie de sellos sobre hongos emitidos en Nueva Zelanda en 2002. También aparece en el billete de cincuenta dólares neozelandés. Con la inclusión de E. hochstetteri, se convierte en el único billete del mundo en el que aparece un hongo. En una encuesta realizada en 2018, E. hochstetteri ocupó el primer lugar en la clasificación de Manaaki Whenua - Landcare Research para su elección como hongo nacional de Nueva Zelanda.

## Taxonomía
La especie fue descrita por primera vez como Cortinarius hochstetteri en 1866 por el micólogo austriaco Erwin Reichardt, antes de que Greta Stevenson le diera su nombre actual en 1962. Lleva el nombre del naturalista germano-austríaco Ferdinand von Hochstetter.
En 1976 Egon Horak combinó Entoloma hochstetteri y Entoloma aeruginosum de Japón con Entoloma virescens, descrita por primera vez de las Islas Bonin en Japón. En 1989 S. Dhancholia registró E. hochstetteri en la India. En 1990, Tsuguo Hongo, de Japón, examinó E. hochstetteri y E. aeruginosum y llegó a la conclusión de que eran taxones diferentes, debido a la diferencia en el tamaño de las esporas y la forma de los pseudocistidios. En 2008, Horak reconoció a E. hochstetteri como una especie diferente de E. virescens, aunque señaló que "está abierto a la especulación" si los taxones como E. virescens son la misma especie.
En Australia se encuentra un hongo similar y los micólogos difieren en cuanto a si se trata de E. hochstetteri, E. virescens o de una especie distinta.

## Descripción
Entoloma hochstetteri tiene un pequeño y delicado cuerpo frutal epigeo (sobre el suelo) (basidiocarpo). El sombrero puede tener hasta 4 cm (1,4 pulgadas) de diámetro y forma cónica. El color del sombrero es azul índigo con un tinte verde, y es fibrilar. El margen del sombrero es estriado y enrollado hacia dentro. La inserción de las láminas es anexa o emarginada, las láminas son delgadas y de 3-5 mm de ancho, esencialmente del mismo color que el sombrero, a veces con un tinte amarillo. El estipe cilíndrico (tallo) tiene hasta 5 cm de longitud por 0,5 cm de grosor, es fibrilar y está relleno. La impresión de las esporas es de color rosa rojizo. Las esporas son de 9,9-13,2 por 11,8-13,2 μm, de forma tetraédrica, hialinas, lisas y de paredes finas. Los basidios son de 35,2-44,2 por 8,8-13,2 µm, con forma de garrote, hialinos y con dos o cuatro esterigmas.

## Mitología

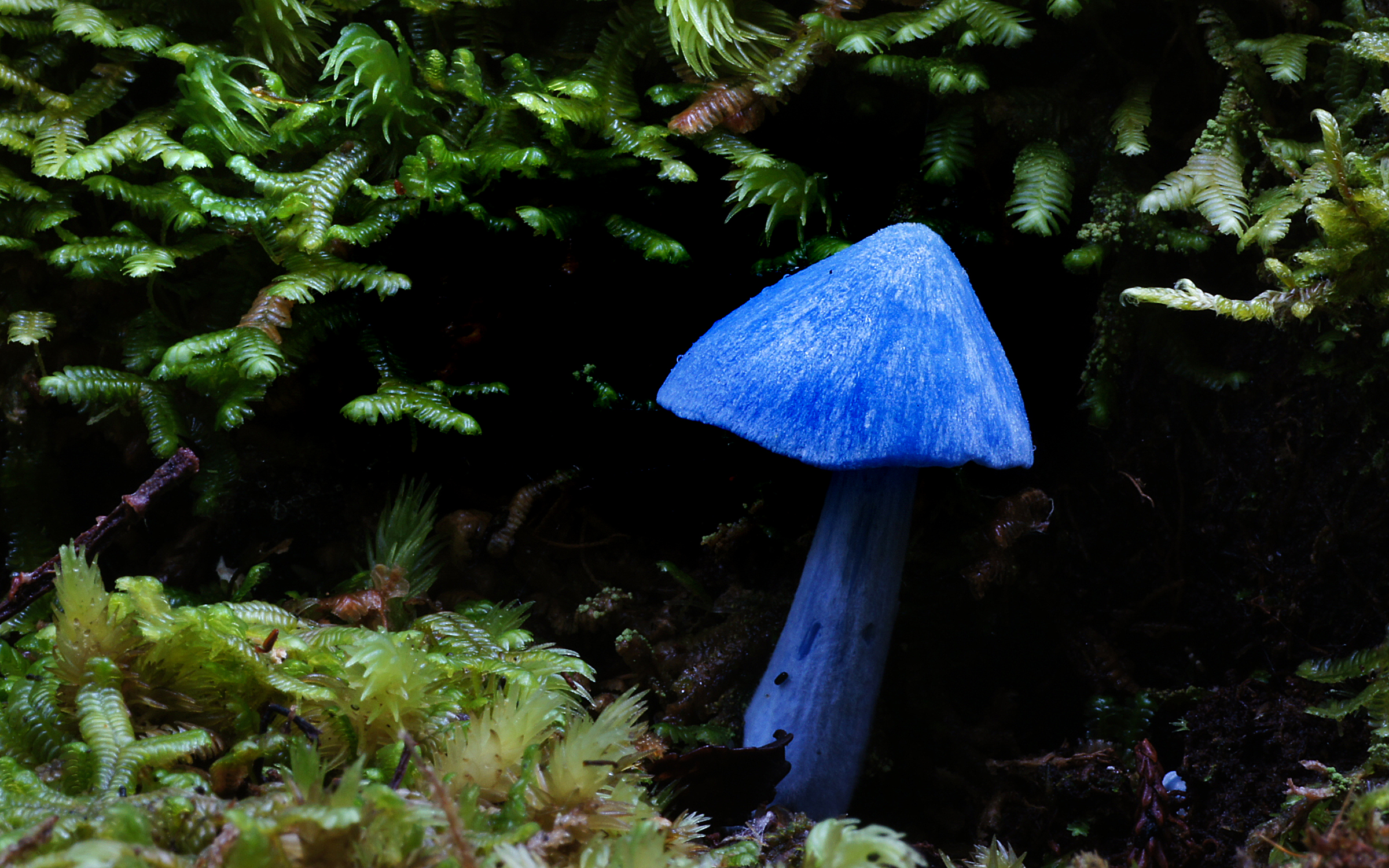
El característico Entoloma hochstetteri forma parte del folclore maorí

Los Ngāi Tūhoe describen que el pájaro kōkako (Callaeas wilsoni) obtuvo sus barbas azules al frotar su mejilla contra la seta. De este modo, se le otorga al hongo el título de werewere-kokako.

## Hábitat y distribución
Entoloma hochstetteri es común en los bosques de toda Nueva Zelanda, donde crece en el suelo entre la hojarasca de los bosques de hoja ancha/podocarpos. Fructifica de enero a julio.
También se informó de su presencia en la India en 1989 y en Australia, aunque no está claro si se trata de la misma especie o si E. hochstetteri es endémica de Nueva Zelanda.

## Toxicidad
Aunque muchos miembros del género Entoloma son venenosos, se desconoce la toxicidad de esta especie. Se ha investigado si su coloración azul podría fabricarse como tinte alimentario.